# Carolina Bassi
Carolina Bassi (Napoli, 10 gennaio 1781 – Cremona, 12 dicembre 1862) è stata un contralto italiano.

## Biografia
Nata a Napoli nel 1781, apparteneva ad una famiglia di musicisti, infatti suo fratello Nicola, era un celebre basso buffo, e un altro fratello, Adolfo, fu un ottimo compositore, e diresse per diversi anni il Teatro Nuovo di Trieste.
Carolina Bassi Manna detta "La Napoletana", fu una delle più importanti cantanti della sua epoca, è stata prima interprete di molte opere del suo repertorio. I ruoli che le dettero un particolare successo furono nella Semiramide riconosciuta, Margherita d'Anjou, L'Esule di Granata (di Meyerbeer), in Bianca e Faliero di Rossini, e in alcune opere di Giovanni Pacini e Saverio Mercadante.
Ha cantato nei più importanti Teatri italiani e stranieri, alcuni dei quali: Teatro alla Scala di Milano, Teatro Regio di Torino, Teatro Comunale di Bologna, Teatro San Carlo di Napoli, Teatro La Fenice di Venezia, a Livorno, e molti altri.
Raggiunse una grande fama come una cantante virtuosa, ed era ricercata dai compositori dell'epoca per la sua estrema bravura e serietà professionale.
Partecipò alle prime rappresentazioni delle seguenti opere: Teseo e Medea di Carlo Coccia (Teatro regio di Torino, 1815), Maometto II di Peter Winter (Teatro alla Scala di Milano, 1815), La rosa bianca e la rosa rossa di Pietro Generali (Teatro Regio di Torino, 1818), Semiramide di Giacomo Meyerbeer (Teatro Regio di Torino, 3 febbraio 1819), Bianca e Faliero di Gioachino Rossini (Teatro alla Scala di Milano, 26 dicembre 1819), Wallace o L'eroe scozzese di Giovanni Pacini (Teatro alla Scala di Milano, 1820), Maria Stuarda regina di Scozia di Saverio Mercadante (Teatro Comunale di Bologna, 1821), Ezio di Saverio Mercadante (Teatro Regio di Torino, 1827), Gastone di Foix di Giuseppe Persiani (Teatro La Fenice di Venezia, 1827) e I saraceni in Sicilia ovvero Eufemio di Messina di Francesco Morlacchi (Teatro La Fenice di Venezia, 1828).
Si ritirò dalle scene nel 1828 dedicandosi all'insegnamento del canto lirico.
Morì a Cremona nel 1862.

## Curiosità
Sposata al nobile cremonese Pietro Manna, fu madre di Ruggero Manna (Trieste, 7 aprile 1808 - Cremona, 13 maggio 1864), compositore e Maestro di Cappella della Cattedrale di Cremona dal 1835 al 1864.